# Brian Tiler
Brian Tiler, né le 15 mars 1943 et mort le 30 juin 1990, était un footballeur, puis entraîneur anglais.

## Biographie
Tiler, défenseur central, commence sa carrière dans le club de sa ville natale Rotherham United, où il fait ses débuts lors de la saison 1962–1963. Il passe sept saisons à Millmoor, jouant plus de deux cents matchs de championnats, avant de rejoindre Aston Villa en décembre 1968.
À Aston Villa, Tiler a la malchance de faire partie de l'équipe qui est reléguée en troisième division (en) pour la première et seule fois de l'histoire du club en 1970 (en). Cependant, il est également membre de l'équipe de Villa qui remporte la montée deux ans plus tard. En octobre 1972, il est transféré à Carlisle United, où il termine sa carrière en Football League.
En 1974, il est nommé entraîneur-joueur de Wigan, où il passe deux ans, et remporte la Northern Premier League en 1975. Il joue onze matchs de championnat pour Wigan avant de quitter le club en 1976. Il reviendra plus tard à Springfield Park en tant que sélectionneur de la Zambie, contre laquelle Wigan dispute un match amical en octobre 1978.
Il part ensuite aux États-Unis rejoindre les Portland Timbers, d'abord en tant que joueur avant de rejoindre le staff.
En 1980, il devient entraîneur adjoint de Ron Newman aux Miami Americans (en) lors de la seule année d'existence de la franchise. Après neuf matchs, Newman démissionne pour devenir entraîneur des Sockers de San Diego, et Brian Tiler est promu entraîneur principal jusqu'à ce qu'il démissionne en fin de saison.
Tiler devient ensuite directeur général de l'AFC Bournemouth, où il contribue à la première promotion de Bournemouth en Second Division en 1987 avec son ami, l'entraîneur de l'équipe Harry Redknapp. En juin 1990, Tiler est tué dans un accident de voiture en Italie, alors que la voiture dans laquelle lui et Redknapp voyageait est percutée de manière frontale par un minibus,.
Redknapp est gravement blessé dans l'accident, mais survit et se rétablit complètement. Les deux hommes se trouvaient en Italie pour assister à la Coupe du monde.